# País d'Oregon

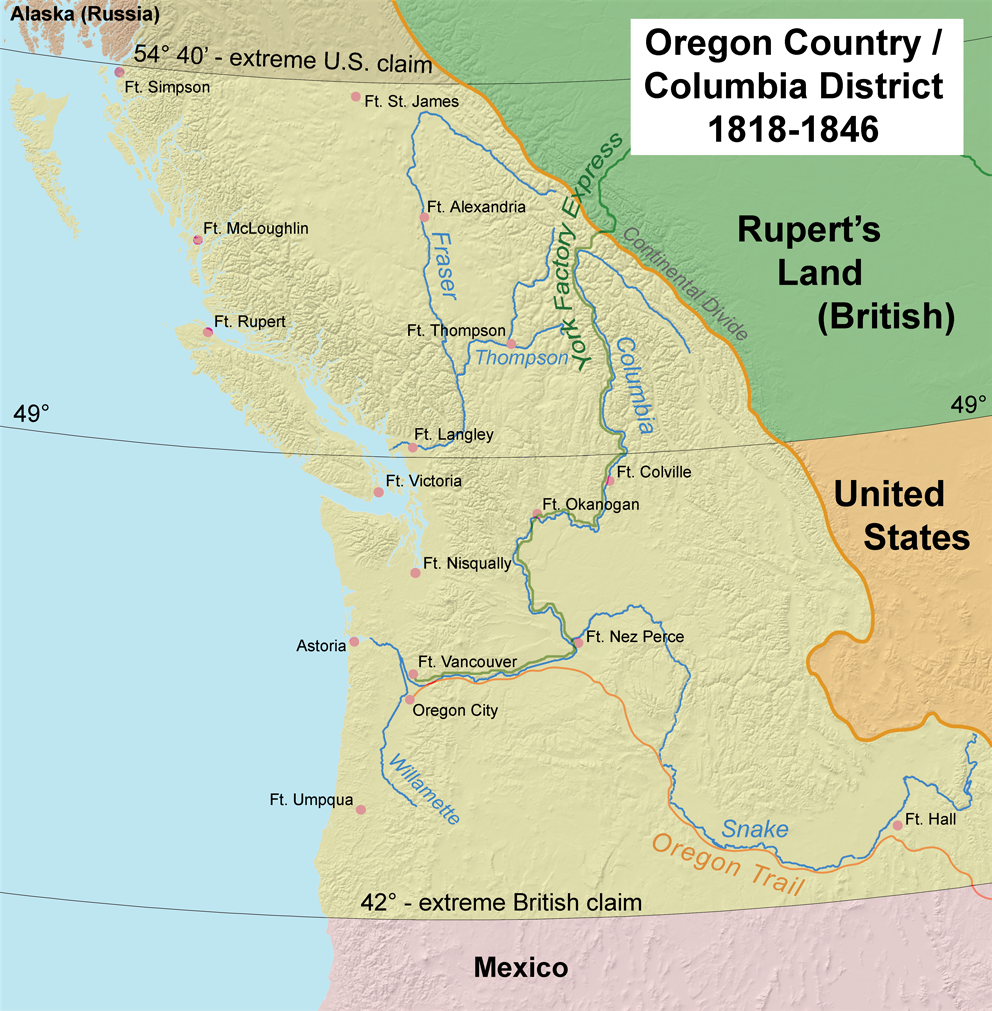
El País d'Oregon

El País d'Oregon (Oregon Country en anglès) o simplement Oregon fou un terme emprat principalment als Estats Units per referir-se a la regió del nord-oest de Nord-amèrica. La regió era ocupada pels britànics i els mercaders de pells francocanadencs des d'abans del 1810, i per colons estatunidencs des de mitjan dècada de 1830, i a les àrees costaneres del riu Colúmbia arribaven vaixells de totes les nacions que participaven del comerç de pells. El Tractat d'Oregon donà fi a la disputa de la doble reivindicació i establí la frontera britànicoamericana sobr el 49è paral·lel.
Oregon era el nom estatunidenc per a referir-se a la regió; el terme britànic era Colúmbia. El País d'Oregon estava conformat per tot el territori al nord del 42° N i al sud del 54° 40′ N, i a l'oest de les muntanyes Rocoses fins a l'oceà Pacífic. L'àrea en l'actualitat inclou regions de la província canadenca de la Colúmbia Britànica i els estats nord-americans d'Oregon, Washington i Idaho, i algunes seccions dels estats de Montana i Wyoming. La presència britànica al país era gestionada per la Companyia de la Badia de Hudson, mitjançant el departament de Colúmbia que incloïa tot el País d'Oregon i s'estenia cap al nord a la Nova Caledònia i més enllà del 54° 40′ N; les operacions fins i tot arribaven als tributaris del riu Yukon.